# Războaiele Balcanice
Pentru articolele despre fiecare război, vezi primul război balcanic și al doilea război balcanic

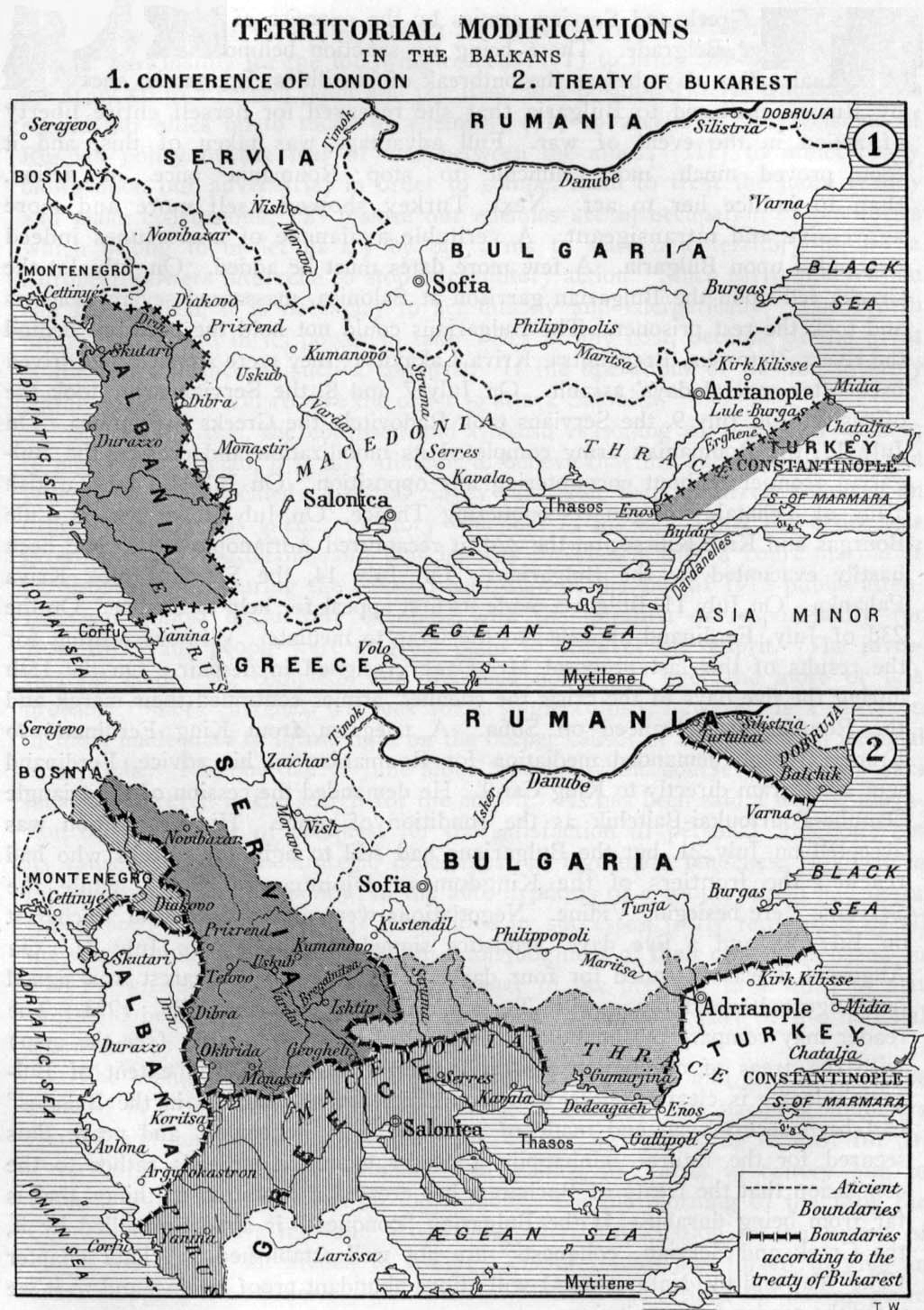
Granițele Balcanilor după primul și respectiv cel de-al doilea război balcanic (1912-1913)

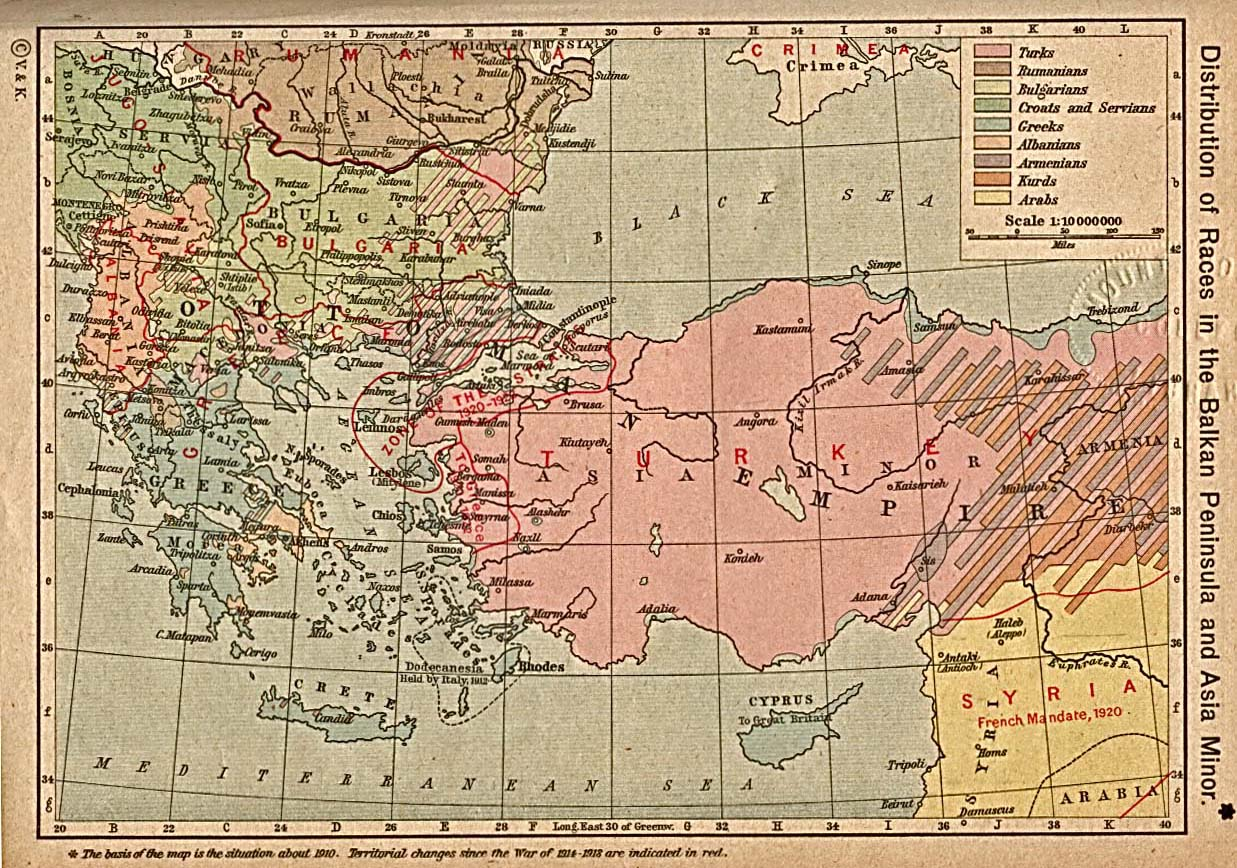
Grupurile etnice din Peninsula Balcanică și Asia Mică în 1923, Historical Atlas de William R. Shepherd, New York (harta nu reflectă rezultatele transferului de populație dintre Grecia și Turcia)

Războaiele Balcanice au fost două războaie în Europa de sud-est în 1912-1913 în timpul cărora statele Ligii Balcanice (Bulgaria, Muntenegru, Grecia, și Serbia) întâi au cucerit teritoriile otomane Macedonia, Albania și majoritatea Traciei, și apoi nu s-au înțeles asupra împărțirii teritoriilor cucerite.
Cauza războaielor se află în incompleta apariție a statelor naționale din rămășițele Imperiului Otoman în secolul al XIX-lea. Sârbii au obținut importante teritorii în urma războiului ruso-turc 1877-78, iar Grecia a obținut Tesalia în 1881 (deși a pierdut o mică parte în favoarea Imperiului Otoman în 1897) ,iar Bulgaria (un principat autonom începând cu 1878) a încorporat fosta provincie separată Rumelia Orientală (1885). Toate trei, împreună cu Muntenegru, doreau teritorii adiționale din întinsele regiuni otomane cunoscute colectiv sub numele de Rumelia (vezi harta). 
Tensiunile dintre statele balcanice legate de aspirațiile rivale în Macedonia și Tracia s-au potolit oarecum în urma intervențiilor Marilor Puteri de la jumătatea secolului al XIX-lea, care vizau asigurarea unei mai bune protecții pentru creștinii majoritari, precum și pentru păstrarea status quo. Problema viabilității stăpânirii otomane a fost însă din nou pusă după Revoluția Junilor Turci din iulie 1908 care l-a obligat pe sultan să revină asupra constituției susupendate.
În timp ce Austro-Ungaria a profitat de nesiguranța politică otomană pentru a anexa oficial provincia otomană Bosnia-Herțegovina, pe care o ocupase încă din 1878, Bulgaria și-a declarat independența completă (8 octombrie 1908), iar grecii din Creta au proclamat unificarea cu Grecia, deși opoziția marilor puteri a împiedicat punerea în practică a ultimei acțiuni.
Frustrată în nord de încorporarea Bosniei-Herțegovina de către Austro-Ungaria, cu cei 825 000 de sârbi ortodocși (și mult mai mulți sârbi și simpatizanți ai sârbilor de alte confesiuni), și obligată în martie 1909 să accepte anexarea și să răstrângă demonstrațiile anti-habsburgice printre grupurile naționaliste sârbe, guvernul acestei țări a privit către fostele teritorii sârbe din sud, în special "Vechea Serbia" (Sângeacul Novi Pazar și provincia Kosovo). 
Inițial sub încurajarea agenților ruși, au fost încheiate o serie de înțelegeri între Serbia și Bulgaria în martie 1912 și între Grecia și Bulgaria în mai 1912. În octombrie același an Muntenegru a încheiat, de asemenea, înțelegeri cu Serbia și Bulgaria. Primul război balcanic a urmat imediat.
Războaiele au fost un precursor important al primului război mondial, deoarece Austro-Ungaria s-a alarmat de creșterea teritoriului și statutului regional al Serbiei. Această temere era împărtășită de Germania, care considera Serbia un satelit al Rusiei. Creșterea puterii sârbești a constribuit astfel la dorința celor două Puteri Centrale de a risca un război după atentatul de la Sarajevo asupra arhiducelui Franz Ferdinand al Austriei în iunie 1914.
Mai apoi, armata austro-ungară a luptat timp de trei ani pentru a reuși anexarea Serbiei și Muntenegrului, lucru reușit atunci când Bulgaria, Austro-Ungaria și Imperiul Otoman s-au alăturat Puterilor Centrale alături de Germania.
Urlanis a estimat în Voini I Narodo-Nacelenie Europi (1960) că în războaiele balcanice au fost 122 000 de morți în luptă, 20 000 morți în urma rănilor și 82 000 în urma bolilor.
| Schimburile etnice și expulzările între 1912 și 1915 |                 |                 |         |
|                                                      | Otomani         | Greci           | Bulgari |
| Macedonia Greacă                                     | 100.000         |                 | 50.000  |
| Macedonia sârbă+greacă                               |                 |                 | 100.000 |
| Tracia                                               |                 | 150.000-160.000 |         |
| Tracia Orientală                                     |                 |                 | 51.000  |
| Tracia Occidentală                                   | 40.000-50.000   |                 |         |
| Granița Bulgaria-Imperiul Otoman                     | 47.000          |                 | 49.000  |
| Total                                                | 190.000-200.000 | 150.000-160.000 | 250.000 |